# Ich will
Singles de Rammstein
Links 2 3 4 Mutter
Pistes de Mutter
Sonne Feuer frei!
Ich will (je veux en allemand) est un single de Rammstein. Il est initialement sorti en Allemagne le 10 septembre 2001. Il est à noter qu'il est sorti le jour avant le 11 septembre 2001, et que de nombreuses chaînes ne l'ont pas diffusé (il était prévu qu'il fasse ses débuts sur la télévision américaine la nuit du 11 septembre 2001). Le single allemand contient une reprise live de la chanson Pet Sematary des Ramones, chantée par le claviériste Christian Lorenz dit Flake.

## Piste
CD Allemagne (Pochette verte)
1. Ich will (Version album) - 3:37
2. Ich will (Live) - 4:17
3. Ich will (Westbam Mix) - 6:19
4. Ich will (Paul van Dyk Mix) - 6:13
5. Pet Sematary(Joué en direct avec Clawfinger) - 6:31
6. Ich will (Video) - 4:05

CD Royaume-Uni Partie 1 (Pochette rouge)
1. Ich will (Radio Edit)
2. Links 2, 3, 4 (Clawfinger Geradeaus Remix) - 4:28
3. Du hast (Remix by Jacob Hellner) - 6:44
4. Ich will Video 4:05

CD Royaume-Uni Partie 2 (Pochette verte)
1. Ich will (Radio Edit)
2. Halleluja - 3:45
3. Stripped (Heavy Mental Mix par Charlie Clouser) - 5:18

CD Royaume-Uni Partie 3 (DVD) (Pochette orange)
- Ich will (Radio Edit)
- Ich will (Live Video Version)
- 4 x 30 Seconds Video Clips
  - Bück dich
  - Rammstein
  - Wollt ihr das Bett in Flammen sehen?
  - Asche zu Asche
- Photo Gallery (10 Shots)
- 2 x Audio Tracks
  - Feuerräder (Version live démo 1994)
  - Rammstein (Live)

## Référence
- (en) Cet article est partiellement ou en totalité issu de l’article de Wikipédia en anglais intitulé « Ich will » (voir la liste des auteurs).